# AFC Futsal Championship 2005
Il settimo Asian Futsal Championship, disputato nel 2005 a Città di Ho Chi Minh dal 22 maggio al 4 giugno, viene considerato il settimo campionato continentale asiatico per formazioni nazionali di calcio a 5.
Le ventiquattro nazionali presenti alla fase finale vennero divise in sei gironi di quattro squadre. Si qualificavano alla seconda fase le prime classificate di ogni girone più le due migliori seconde, le altre formazioni erano destinate alla Plate Competition, per la designazione delle migliori piazzate. Delle nazionali asiatiche, vanno segnalati sicuramente i campioni in carica dell'Iran che ribadirono per l'ennesima volta la propria egemonia sul continente asiatico, la formazione mediorientale vinse così il suo settimo titolo in sette edizioni, battendo in finale il Giappone per 2-0. Per il Giappone si trattò della quarta sconfitta in quattro gare finali.

## Gironi
| Group A                              | Group B                              | Group C                   | Group D                                      | Group E                          | Group F                             |
| ------------------------------------ | ------------------------------------ | ------------------------- | -------------------------------------------- | -------------------------------- | ----------------------------------- |
| Thailandia Cina Maldive Turkmenistan | Uzbekistan Macao Filippine Palestina | Iran Kuwait Libano Bhutan | Corea del Sud Taipei cinese Tagikistan Qatar | Giappone Malaysia Indonesia Guam | Kirghizistan Iraq Hong Kong Vietnam |

## Turno preliminare
Dal 22 al 26 maggio

### Gruppo A
| Squadra      | G | V | N | P | GF | GS | DR  | Pt |
| ------------ | - | - | - | - | -- | -- | --- | -- |
| Thailandia   | 3 | 2 | 1 | 0 | 49 | 3  | +46 | 7  |
| Cina         | 3 | 2 | 1 | 0 | 37 | 2  | +35 | 7  |
| Turkmenistan | 3 | 1 | 0 | 2 | 8  | 38 | −30 | 3  |
| Maldive      | 3 | 0 | 0 | 3 | 0  | 51 | −51 | 0  |

### Gruppo B
| Squadra    | G | V | N | P | GF | GS | DR  | Pt |
| ---------- | - | - | - | - | -- | -- | --- | -- |
| Uzbekistan | 3 | 3 | 0 | 0 | 29 | 3  | +26 | 9  |
| Palestina  | 3 | 2 | 0 | 1 | 24 | 15 | +9  | 6  |
| Filippine  | 3 | 0 | 1 | 2 | 7  | 23 | −16 | 1  |
| Macao      | 3 | 0 | 1 | 2 | 5  | 24 | −19 | 1  |

### Gruppo C
| Squadra | G | V | N | P | GF | GS | DR  | Pt |
| ------- | - | - | - | - | -- | -- | --- | -- |
| Iran    | 3 | 3 | 0 | 0 | 38 | 5  | +33 | 9  |
| Kuwait  | 3 | 2 | 0 | 1 | 16 | 4  | +12 | 6  |
| Libano  | 3 | 1 | 0 | 2 | 19 | 15 | +4  | 3  |
| Bhutan  | 3 | 0 | 0 | 3 | 5  | 54 | −49 | 0  |

### Gruppo D
| Squadra       | G | V | N | P | GF | GS | DR  | Pt |
| ------------- | - | - | - | - | -- | -- | --- | -- |
| Tagikistan    | 3 | 3 | 0 | 0 | 19 | 11 | +8  | 9  |
| Taipei cinese | 3 | 2 | 0 | 1 | 14 | 7  | +7  | 6  |
| Corea del Sud | 3 | 1 | 0 | 2 | 14 | 13 | +1  | 3  |
| Qatar         | 3 | 0 | 0 | 3 | 8  | 24 | −16 | 0  |

### Gruppo E
| Squadra   | G | V | N | P | GF | GS | DR  | Pt |
| --------- | - | - | - | - | -- | -- | --- | -- |
| Giappone  | 3 | 3 | 0 | 0 | 32 | 0  | +32 | 9  |
| Indonesia | 3 | 2 | 0 | 1 | 17 | 10 | +7  | 6  |
| Malaysia  | 3 | 1 | 0 | 2 | 11 | 9  | +2  | 3  |
| Guam      | 3 | 0 | 0 | 3 | 2  | 43 | −41 | 0  |

### Gruppo F
| Squadra      | G | V | N | P | GF | GS | DR  | Pt |
| ------------ | - | - | - | - | -- | -- | --- | -- |
| Kirghizistan | 3 | 3 | 0 | 0 | 11 | 1  | +10 | 9  |
| Iraq         | 3 | 2 | 0 | 1 | 13 | 5  | +8  | 6  |
| Hong Kong    | 3 | 0 | 1 | 2 | 3  | 11 | −8  | 1  |
| Vietnam      | 3 | 0 | 1 | 2 | 3  | 13 | −10 | 1  |

### Squadre seconde classificate
| Squadra       | G | V | N | P | GF | GS | DR  | Pt |
| ------------- | - | - | - | - | -- | -- | --- | -- |
| Cina          | 3 | 2 | 1 | 0 | 37 | 2  | +35 | 7  |
| Kuwait        | 3 | 2 | 0 | 1 | 16 | 4  | +12 | 6  |
| Palestina     | 3 | 2 | 0 | 1 | 24 | 15 | +9  | 6  |
| Iraq          | 3 | 2 | 0 | 1 | 13 | 5  | +8  | 6  |
| Indonesia     | 3 | 2 | 0 | 1 | 17 | 10 | +7  | 6  |
| Taipei cinese | 3 | 2 | 0 | 1 | 14 | 7  | +7  | 6  |

## Plate competition

### Secondo turno
Dal 28 maggio al 1º giugno

#### Gruppo I
| Squadra      | G | V | N | P | GF | GS | DR  | Pt |
| ------------ | - | - | - | - | -- | -- | --- | -- |
| Palestina    | 3 | 3 | 0 | 0 | 34 | 8  | +26 | 9  |
| Turkmenistan | 3 | 2 | 0 | 1 | 20 | 15 | +5  | 6  |
| Qatar        | 3 | 1 | 0 | 2 | 24 | 24 | 0   | 3  |
| Guam         | 3 | 0 | 0 | 3 | 5  | 36 | −31 | 0  |

#### Gruppo J
| Squadra   | G | V | N | P | GF | GS | DR  | Pt |
| --------- | - | - | - | - | -- | -- | --- | -- |
| Iraq      | 3 | 3 | 0 | 0 | 14 | 5  | +9  | 9  |
| Vietnam   | 3 | 2 | 0 | 1 | 10 | 6  | +4  | 6  |
| Filippine | 3 | 1 | 0 | 2 | 6  | 8  | −2  | 3  |
| Bhutan    | 3 | 0 | 0 | 3 | 8  | 19 | −11 | 0  |

#### Gruppo K
| Squadra   | G | V | N | P | GF | GS | DR  | Pt |
| --------- | - | - | - | - | -- | -- | --- | -- |
| Libano    | 3 | 3 | 0 | 0 | 20 | 5  | +15 | 9  |
| Indonesia | 3 | 1 | 1 | 1 | 16 | 10 | +6  | 4  |
| Malaysia  | 3 | 1 | 1 | 1 | 14 | 9  | +5  | 4  |
| Macao     | 3 | 0 | 0 | 3 | 2  | 28 | −26 | 0  |

#### Gruppo L
| Squadra       | G | V | N | P | GF | GS | DR  | Pt |
| ------------- | - | - | - | - | -- | -- | --- | -- |
| Hong Kong     | 3 | 3 | 0 | 0 | 11 | 3  | +8  | 9  |
| Taipei cinese | 3 | 2 | 0 | 1 | 8  | 5  | +3  | 6  |
| Corea del Sud | 3 | 1 | 0 | 2 | 18 | 11 | +7  | 3  |
| Maldive       | 3 | 0 | 0 | 3 | 5  | 23 | −18 | 0  |

### Eliminazione diretta

#### Semifinali
| Ho Chi Min City 3 giugno 2004, ore 16:00 | Palestina         | 3 – 6 referto | Libano | Phu Tho Stadium\| Arbitro: \| Manouchehr Nazari \| |
| Arbitro:                                 | Manouchehr Nazari |               |        |                                                    |

| Ho Chi Min City 3 giugno 2004, ore 18:00 | Iraq           | 4 – 3 referto | Hong Kong | Phu Tho Stadium\| Arbitro: \| Kazuya Isokawa \| |
| Arbitro:                                 | Kazuya Isokawa |               |           |                                                 |

#### Finale
| Arbitro: | Fusaya Suzuki |

|                                    |           |              |
| Takaji Said Itani Abou Chaaya Atwi | Marcatori | Ghazi Shamil |

## Girone G
| Città di Ho Chi Minh 28 maggio 2005 | Thailandia | 3 – 2 | Cina |  |

| Città di Ho Chi Minh 28 maggio 2005 | Iran | 1 – 3 | Giappone |  |

| Città di Ho Chi Minh 29 maggio 2005 | Cina | 1 – 5 | Giappone |  |

| Città di Ho Chi Minh 29 maggio 2005 | Iran | 3 – 3 | Thailandia |  |

| Città di Ho Chi Minh 31 maggio 2005 | Cina | 3 – 10 | Iran |  |

| Città di Ho Chi Minh 31 maggio 2005 | Thailandia | 1 – 4 | Giappone |  |

| Classifica finale | Pt | G | V | N | P | GF | GS | DR  |
| ----------------- | -- | - | - | - | - | -- | -- | --- |
| Giappone          | 9  | 3 | 3 | 0 | 0 | 12 | 4  | +8  |
| Iran              | 4  | 3 | 1 | 1 | 1 | 14 | 9  | +5  |
| Thailandia        | 4  | 3 | 1 | 1 | 1 | 8  | 9  | -1  |
| Cina              | 0  | 3 | 0 | 0 | 3 | 6  | 18 | -12 |

## Girone H
| Città di Ho Chi Minh 29 maggio 2005 | Kuwait | 1 – 4 | Kirghizistan |  |

| Città di Ho Chi Minh 29 maggio 2005 | Tagikistan | 1 – 5 | Uzbekistan |  |

| Città di Ho Chi Minh 30 maggio 2005 | Uzbekistan | 6 – 2 | Kuwait |  |

| Città di Ho Chi Minh 30 maggio 2005 | Tagikistan | 0 – 3 | Kirghizistan |  |

| Città di Ho Chi Minh 31 maggio 2005 | Kuwait | 8 – 5 | Tagikistan |  |

| Città di Ho Chi Minh 31 maggio 2005 | Uzbekistan | 6 – 2 | Kirghizistan |  |

| Classifica finale | Pt | G | V | N | P | GF | GS | DR  |
| ----------------- | -- | - | - | - | - | -- | -- | --- |
| Uzbekistan        | 9  | 3 | 3 | 0 | 0 | 17 | 5  | +12 |
| Kirghizistan      | 6  | 3 | 2 | 0 | 1 | 9  | 7  | +2  |
| Kuwait            | 3  | 3 | 1 | 0 | 2 | 11 | 15 | -4  |
| Tagikistan        | 0  | 3 | 0 | 0 | 3 | 6  | 16 | -10 |

## Semifinali
| Città di Ho Chi Minh 2 giugno 2005 | Giappone | 4 – 3 | Kirghizistan |  |

| Città di Ho Chi Minh 2 giugno 2005 | Uzbekistan | 1 – 4 | Iran |  |

## Finale
| Città di Ho Chi Minh 4 giugno 2005 | Giappone | 0 – 2 | Iran |  |

## Premi
| Vincitore AFC Futsal Championship 2005 |
| --- |
| Iran 7º titolo |
| Reza Nasseri, Amin Hashemian, Morteza Azimaei, Mohsen Zareei, Mohammad Hashemzadeh, Hossein Soltani, Mostafa Imanvand, Majid Raeisi, Vahid Shamsaei, Mohammad Reza Heidarian, Majid Tikdarinejad, Hamid Reza Abrarinia, Mohammad Taheri, Javad Maheri |
| Allenatore: Jurandir Dutra |

- Miglior giocatore
  -  Kenichiro Kogure
- Top Scorer
  -  Vahid Shamsaei (23 gol)

## Classifica marcatori
23 gol
- Vahid Shamsaei

21 gol
- Kenichiro Kogure

13 gol
- Taji Abdullayev

12 gol
- Hassan Huthut
- Panuwat Janta

11 gol
- Hayssam Atwi
- Khaled Takaji
- Abdulaziz Al-Kuwari

10 gol
- Abdul-Karim Ghazi
- Mahmoud Itani
- Nader Hajjar
- Lee Sang-Keun

9 gol
- Mohammed Hassanain
- Lee Kyung-Min

8 gol
- Emil Kenjisariev
- Hashem Al-Shurafa
- Hazem Hajjar
- Rashid Al-Dosari
- Anucha Munjarern
- Joe Nueangkord
- Yilham Ilmuradov

7 gol
- Viernes Ricardo Polnaya
- Mohammad Hashemzadeh
- Hossein Soltani
- Wameedh Shamil
- Kensuke Takahashi
- Ahmad Al-Asfour

7 gol (cont.)
- Khalid Gharib
- Prasert Innui
- Abdulla Buriev
- Nikolay Odushev

6 gol
- Wu Zhuoxi
- Yan Fei
- Zhang Jiong
- Andi Irawan
- Majid Raeisi
- Mohsen Zareei
- Nurjan Djetybaev
- Rafat Rabee
- Lertchai Issarasuwipakorn
- Pattaya Piemkum
- Bahodir Ahmedov

5 gol
- Zhang Xi
- Leung Chi Kui
- Sayan Karmadi
- Jaelani Ladjanibi
- Zaid Watheq
- Kenta Fujii
- Nawaf Al-Otaibi
- Rabih Abu Chaaya
- Ng Boon Leong
- Khurshed Mahmudov
- Agajan Resulov
- Aleksandr Korolev
- Anvar Mamedov
- Farruh Zakirov
- Le Quoc Khuong
- Nguyen Tuan Thanh

4 gol
- Wang Xiaoyu
- Yang Du
- Chang Fu-hsiang
- Hsueh Ming-wen

4 gol (cont.)
- Vennard Hutabarat
- Zaman Majid
- Yuki Kanayama
- Takuya Suzumura
- Fawzi Al-Mass
- Faizul Abdul Gaffar
- Ahmed Abdalhadi
- Mustafa Yasin
- Alexander Borromeo
- Narongsak Khongkaew
- Furkat Kudratov
- Saidolimhon Sharafutdinov

3 gol
- Passang Tshering
- Li Jian
- Xiong Sui
- Chen Kun-shan
- Ho Kuo-chen
- So Sheung Kwai
- Wahyu Triyanto
- Mohammad Reza Heidarian
- Javad Maheri
- Yasir Hameed
- Raed Khalf
- Daniar Abdyraimov
- Andrey Pestryakov
- Hassan Hammoud
- Ibrahim Hammoud
- Serge Said
- Ho Wai Tong
- Leong Lap San
- Mohd Saiful Mohd Noor
- Antón del Rosario
- Mohsin Ali
- Cho Jae-Suk
- Oh Su-Taek
- Eradzh Nasikhov
- Shavkatbek Muhitdinov
- Ilhom Yusupdjanov